# Osimo
Osimo é uma comuna italiana da região das Marcas, província de Ancona, com cerca de 29 408 habitantes. Estende-se por uma área de 105 km², tendo uma densidade populacional de 280 hab/km². Faz fronteira com Ancona, Camerano, Castelfidardo, Filottrano, Montefano (MC), Offagna, Polverigi, Recanati (MC), Santa Maria Nuova.
Era conhecida como Velho Áuximo (em latim: Vetus Auximum) no período romano.

## Demografia
| Variação demográfica do município entre 1861 e 2011                               |
|                                                                                   |
| Fonte: Istituto Nazionale di Statistica (ISTAT) - Elaboração gráfica da Wikipedia |